# گئورگ کایزر
گئورگ کایزر (آلمانی: Georg Kaiser; ۲۵ نوامبر ۱۸۷۸ – ۴ ژوئن ۱۹۴۵) یک نمایش‌نامه‌نویس، هنرپیشه، اپرانامه‌نویس و فیلم‌نامه‌نویس اهل آلمان بود. وی یکی از موفق‌ترین نمایش‌نامه‌نویس نسل اکسپرسونیست است.

## زندگی‌نامه
فریدریش کارل گئورگ کایزر آلمانی: Friedrich Carl Georg Kaiser در ۲۵ نوامبر ۱۸۷۸ در ماگدبورگ به دنیا آمد او در سال‌های دهه ۱۹۳۰ در کنار گرهارد هاوپتمان به عنوان یکی از نمایش‌نامه‌نویسان موفق آلمان به‌شمار می‌رفت و آثارش به کرات در مراکز نمایشی مختلف به روی صحنه رفته بود. زمانی که نازی‌ها به حکومت رسیدند، آثار «کایزر» با ممنوعیت روبه رو شد و کایزر کشورش را ترک نمود و در تبعید در ۴ ژوئن ۱۹۴۵ در ازکونا در سوئیس درگذشت.

## کتابشناسی
در میان آثار او به عنوان نویسنده ۶۰ اثر در قالب نمایش‌نامه می‌باشد که از جمله آن‌ها می‌توان به آثار زیر اشاره کرد.
- «شاه هانری» ۱۹۱۳
- «رکتور کلایست» ۱۹۱۴
- «قهرمان» ۱۹۱۲
- «دریای نقره‌ای» ۱۹۳۳
- «آلن و الیس» ۱۹۳۷/۱۹۳۸
- «باغ تولوز» ۱۹۳۸
- «سرباز تاناکا» ۱۹۴۰